# Leucosyrinx macrobertsoni
Leucosyrinx macrobertsoni is een slakkensoort uit de familie van de Pseudomelatomidae. De wetenschappelijke naam van de soort is voor het eerst geldig gepubliceerd in 1958 door Powell.